# Препотто
Препотто (італ. Prepotto) — муніципалітет в Італії, у регіоні Фріулі-Венеція-Джулія,  провінція Удіне.
Препотто розташоване на відстані близько 470 км на північ від Рима, 55 км на північний захід від Трієста, 20 км на схід від Удіне.
Населення — 773 особи (2014).
Щорічний фестиваль відбувається 24 червня. Покровитель — святий Іван Хреститель.

## Демографія
Населення за роками:

Станом на 1 січня 2023 року в муніципалітеті офіційно проживало 16 іноземців з 12 країн, серед них 5 громадян країн Євросоюзу та 2 громадяни України.

## Сусідні муніципалітети
- Колліо
- Канале-д'Ізонцо
- Чивідале-дель-Фріулі
- Корно-ді-Розаццо
- Доленья-дель-Колліо
- Сан-Леонардо
- Сан-П'єтро-аль-Натізоне
- Стренья